# Clara Butt

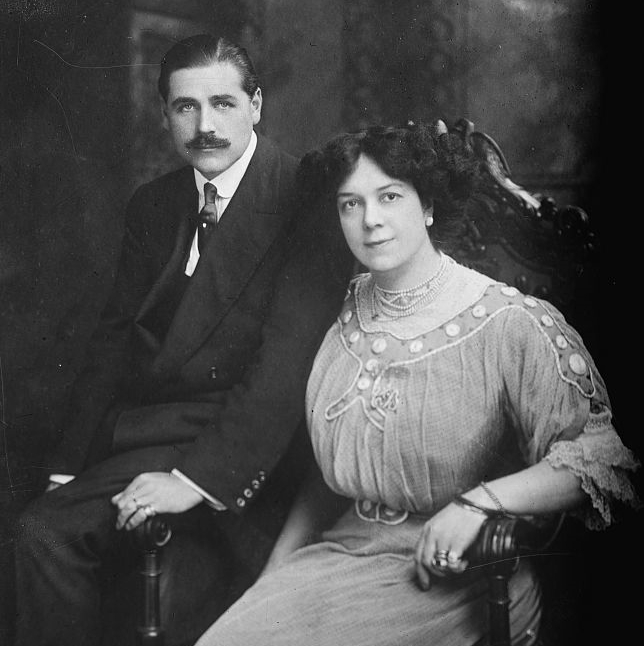
Clara Butt mit ihrem Ehemann Kennerley Rumford

Dame Clara Ellen Butt, DBE (* 1. Februar 1872 in Southwick nahe Brighton; † 23. Januar 1936 in North Stoke, Oxfordshire) war eine britische Sängerin (Alt). 

## Leben
Ihr Debüt feierte sie in der Royal Albert Hall (London) in Sir Arthur Sullivans The Golden Legend. Sie nahm, häufig zusammen mit der Pianistin Lillian Bryant, mehrere Grammophonplatten auf. Agnes Elisabeth Overbeck begleitete sie ebenfalls vor 1904 am Klavier.
Im Jahre 1900 heiratete sie den Bariton Kennerley Rumford. Clara Butt sang im Rahmen vieler wichtiger Festivals und Konzerte und wurde von Königin Victoria, Edward VII. und George V. mit königlichen Auszeichnungen geehrt.
Für karitative Dienste im Ersten Weltkrieg wurde sie im Jahr 1920 als Dame Commander of the British Empire (DBE) in den Adelsstand erhoben.
In den 1920ern erkrankte sie an Wirbelsäulenkrebs, führte ihre Arbeit aber weitestgehend fort. Bei vielen ihrer späteren Aufnahmen saß sie im Rollstuhl.
Clara Butt starb im Alter von 63 Jahren.